# Gamaliel

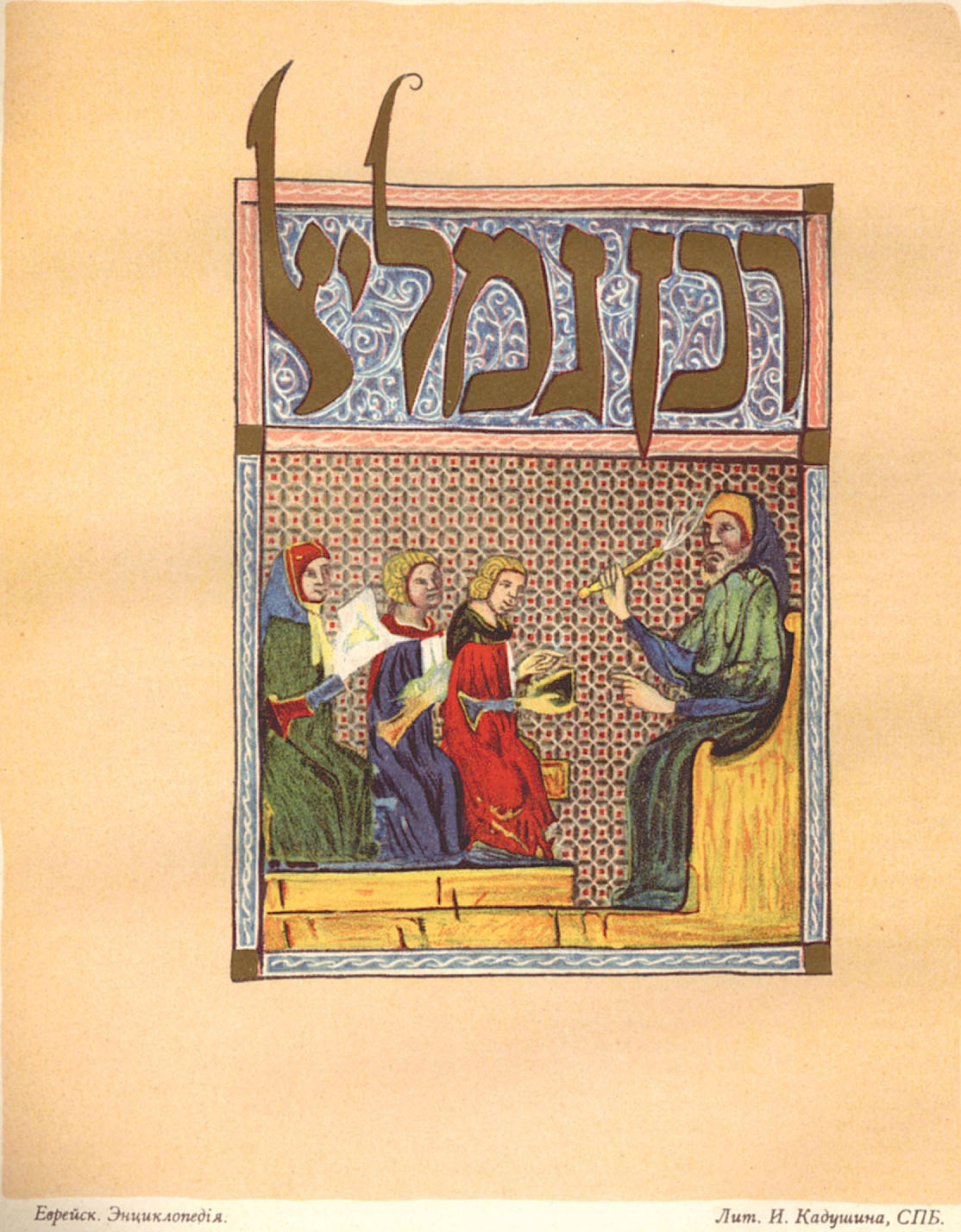
Rabino Gamaliel ensinando.

Gamaliel, o Ancião (também chamado Gamliel; em hebraico:  רַבַּן גַּמְלִיאֵל הַזָּקֵן; romaniz.: Rabban Gamlīyʾēl hazZāqēn; em grego: Γαμαλιὴλ ὁ Πρεσβύτερος, romaniz.: Gamaliēl ho Presbýteros), ou rabino Gamaliel I (segunda metade do século I a.C. — c. 50 d.C.) foi o neto do grande educador judeu Hilel, o Ancião. Líder dentre as autoridades do Sinédrio de meados do século I, reconhecido mestre e Doutor da Lei (Torá). Morreu vinte anos antes da destruição do Segundo Templo em Jerusalém.
Existiu também um conhecido gnóstico chamado Gamaliel, com o nome de Barnabé, segundo os Evangelhos Gnósticos (cf. Nag Hammadi (manuscritos)).

## Como rabã
No Talmude, Gamaliel tem o título de rabã (rabban), um título dado ao rabino superior (presidente) do Sinédrio, da qual ele é o primeiro dos sete nomeados líderes da escola de Hilel, que tiveram este título. Na Mixná, é considerado o autor de alguns decretos legais que afetam o bem-estar da comunidade, e que regulam certas questões relativas a direitos conjugais.

## Gamaliel e os discípulos de Jesus de Nazaré
Segundo a Bíblia, Gamaliel era fariseu e doutor da Lei naquela época, tendo muitos discípulos, inclusive Saulo (conhecido também como Paulo). Segundo os Atos dos Apóstolos. Ele defendeu os apóstolos contra a fúria dos saduceus no Sinédrio em Atos 5, alertando os sacerdotes que se aquela obra (dos apóstolos) viesse de homens, cairia por si mesma, mas se viesse de Deus, seria indestrutível, sendo necessário que se tomassem as devidas cautelas para não se achar combatendo contra Deus.
Rabino significado:
1. líder religioso de comunidade judaica.
2. mestre, profundo conhecedor da doutrina rabínica.